# Manfredi Bellati
Manfredi Bellati (Belluno, 1937) è un fotografo italiano.

## Biografia
Manfredi Bellati nasce a Belluno nel 1937 e trascorre l'infanzia a Venezia. Crescendo si interessa di scultura e pittura, si iscrive alla facoltà di architettura di Venezia dove rimane fino al termine del primo anno. Continua gli studi di architettura a Leeds in Inghilterra. Torna a Venezia dove inizia a lavorare in uno studio di architettura. Il suo primo approccio con la fotografia è naturalmente nel campo dell'architettura. Un giorno, attraversando Piazza San Marco, si imbatte in un servizio fotografico di moda con tre modelle, questo tipo di lavoro lo interessa molto e lo spinge a chiedere a Giuliana di Camerino della casa di moda Roberta di Camerino di dargli la possibilità di provare, così scatta il suo primo servizio.
Si cimenta anche nel ritratto, scattando foto al poeta Ezra Pound, ritratto prima da solo e poi con Giuseppe Ungaretti in un incontro combinato da Bellati stesso. Nel 1966 mette insieme un portfolio di moda e ritratti e va a Milano a proporsi alle riviste di moda. A Milano viene accolto con freddezza e questo lo spinge a tornare in Inghilterra, questa volta a Londra.
Bellati arriva nella capitale inglese nel pieno degli Swinging Sixties, una rivoluzione culturale basata sull'edonismo e sulla curiosità per tutte le nuove idee e che vede fiorire nuove proposte nella musica nelle arti e nella moda. I fotografi sono delle star, frequentano attori, musicisti e hanno spazio sui media alla pari dei personaggi che ritraggono.
Inizia quasi subito a lavorare per British Vogue e per Queen. Agli inizi degli anni settanta Bellati si sposa con Nally e rientra in Italia.
In patria l'atteggiamento verso di lui è cambiato, collabora con Vogue Italia grazie anche al rapporto con Alexander Liberman, all’epoca art director centrale. Scatta per L’Uomo Vogue, Annabella, Amica, Grazia, Linea Italiana, Arianna, Gioia, Vogue Hommes, GQ americano, Domus, Max, Penthouse, Playboy. La sua irrequietezza lo spinge a cercare altri sbocchi creativi oltre alla moda e quindi si dedica anche alla sua vecchia passione della fotografia di interni e di architettura, al nudo ed al reportage. Nel 1972 tiene la sua prima mostra alla galleria il Diaframma sulle foto scattate in Inghilterra.
Fra gli anni 70 e gli anni 80 lavora anche per la pubblicità, scatta le campagne di Volvo, Peroni e Campari. Vince nel 1980 un Clio award per la campagna Coin.
Negli anni ottanta continua la collaborazione per le riviste di moda ma lavora anche a reportage come quelli sul carnevale di Venezia, su Londra, su Nantucket e su New York. In questi anni Bellati realizza calendari per Fiat, Magneti Marelli e Contax.
Scatta delle foto di nudo per un progetto ipotetico di collocazione di statue nella città di Orvieto, le sue foto sono esposte alla galleria del Sagrato di Milano per la mostra sui vent'anni di Vogue Italia.
Dagli anni Novanta l'interesse di Bellati si sposta dalla moda ad altre discipline fotografiche, continua ad esporre le sue foto di moda e ritratti in diverse gallerie in Italia e all'estero, ma scatta foto di architettura come quelle per il libro su Santa Maria di Follina, e pubblica in America tre libri con foto di cibi italiani, si dedica sempre di più alla ricerca personale. Nel 2001 torna al suo vecchio mestiere di designer d'interni realizzando l'arredo dell'Hotel dei Chiostri a Follina. Nel 2005 è invitato alla mostra del Diaframma al Museo Peggy Guggenheim di Venezia "I maestri della fotografia".

## Opere
- Misteri della laguna e racconti di streghe. Guida ai luoghi arcani tra le isole di Venezia, testi di Alberto Toso Fei, Elzeviro, 2005.
- Francesco Mint (a cura di), Italian Eyes: Italian Fashion photography from 1951 to today, Charta/Fondazione Pitti Immagine, 2005.
- Contorni: Authentic Italian Side Dishes for All Seasons, Chronicle Books, 2003.
- Insalate: Italian Salads for All Seasons, Chronicle Books, 2001.
- Santa Maria di Follina, testi di Ermenegildo Zordan, Grafiche Antiga, 2000.
- Stile in progress 1968 1998, Edizioni Condé Nast, 1998.
- Fotografi Italiani, Bolis, 1993.
- The Tiffany Gourmet Cookbook, Doubleday, 1992.
- Revivals, Edizioni Museo Ken Damy, 1991.
- Gillo Dorfles (a cura di), Ipotetica collocazione di statue nella città di Orvieto, Armando Biondani, 1985.
- Venti Anni di Vogue Italia 1964-1984, Edizioni Condé Nast, 1984.
- London, Elegraf, 1972.

## Pubblicazioni
- Vogue Italia, settembre 1967.
- Vogue Italia, dicembre 1967.
- Vogue Italia, febbraio 1968.
- Vogue Italia, settembre 1968.
- Vogue Italia, dicembre 1968.
- Vogue Italia, maggio 1969.
- Vogue Italia, settembre 1969.
- Vogue Italia, ottobre 1969.
- Vogue Italia, novembre 1969.
- Vogue Italia, febbraio 1970.
- Vogue Italia, marzo 1970.
- Vogue Italia, maggio 1970.
- Vogue Italia, luglio 1970.
- Manfredi Bellati, in Popular Photography, ottobre 1970.
- Vogue Italia, febbraio 1971.
- Vogue Italia, aprile 1971.
- Vogue Italia, maggio 1971.
- Vogue Italia, giugno 1971.
- Vogue Italia, luglio 1971.
- Vogue Italia, ottobre 1971.
- Vogue Italia, dicembre 1971.
- Vogue Italia, marzo 1972.
- Mauro Raffini, Manfredi Bellati, in Progresso Fotografico, Aprile 1972.
- Vogue Italia, maggio 1972.
- Vogue Italia, settembre 1972.
- Vogue Italia, dicembre 1972.
- Vogue Italia, luglio 1973.
- Vogue Italia, settembre 1973.
- Vogue Italia, ottobre 1973.
- Vogue Italia, febbraio 1974.
- Vogue Italia, maggio 1974.
- Vogue Italia, giugno 1974.
- Vogue Italia, luglio 1974.
- Vogue Italia, aprile 1975.
- Vogue Italia, settembre 1975.
- Vogue Italia, novembre 1976.
- Vogue Italia, maggio 1977.
- Vogue Italia, settembre 1977.
- Vogue Italia, settembre 1978.
- Vogue Italia, ottobre 1978.
- Manfredi Bellati, in Il Fotografo, novembre 1978.
- Vogue Italia, luglio 1980.
- Vogue Italia, aprile 1981.
- Vogue Italia, febbraio 1982.
- Vogue Italia, ottobre 1982.
- Vogue Italia, marzo 1983.
- Vogue Italia, luglio 1983.
- Vogue Italia, settembre 1983.
- Vogue Italia, marzo 1983.
- Vogue Italia, ottobre 1983.
- Vogue Italia, aprile 1984.
- Vogue Italia, giugno 1984.
- Vogue Italia, dicembre 1984.
- Vogue Italia, maggio 1985.
- Vogue Italia, giugno 1985.
- Vogue Italia, settembre 1985.
- Vogue Italia, ottobre 1985.
- Vogue Italia, novembre 1985.
- Vogue Italia, gennaio 1986.
- Vogue Italia, febbraio 1986.
- Vogue Italia, marzo 1986.
- Vogue Italia, aprile 1986.
- Vogue Italia, giugno 1986.
- Livia Manera, Manfredi Bellati, in Photo Italia, maggio 1986.
- Vogue Italia, settembre 1986.
- Vogue Italia, ottobre 1986.
- Vogue Italia, gennaio 1987.
- Vogue Italia, febbraio 1987.
- Miss Italia nuda in una stanza, in Photo Italia, Ottobre  1988.
- Vogue Italia, settembre 1987.
- Vogue Italia, marzo 1988.
- Vogue Italia, gennaio 2014.
- Vogue Italia, marzo 2014.

## Mostre
- London, Galleria Diaframma, Milano, 1972 [6]
- London, Galleria Arengario, Milano, 1978
- Foto di Fiori, Galleria Diaframma, Milano, 1982 [6]
- Oro Immagine, Aula magna della Pinacoteca di Brera, Milano, 1983 [7]
- L'Italia degli Italiani, Museum of the Aesthetic Arts, Pechino, 1983
- Quindici anni della galleria Diaframma , Palazzo Dugnani, Milano, 1983
- Collezione Egizia, Palazzo Te, Mantova, 1983
- 20 anni di Vogue Italia, Galleria del Sagrato, Milano, 1984 [8]
- Ipotetica collocazione di statue nella città di Orvieto, Galleria Over, Torino, 1985
- 13 Immagini, Galleria del Naviglio, Milano, 1986 [9]
- Mostra/Asta AFIP per Gaetano Cremonini, Il Diaframma Kodak, Milano, 1990
- Deplacement de Venus, Palais des Regions, Parigi, 1991
- Revivals, Museo Ken Damy, Brescia, 1991
- Fotografi Italiani, Accademia Carrara, Bergamo, 1993
- Gli Uomini di Vogue, Galleria Carla Sozzani, Milano, 1994
- I Paparazzi, Robert Miller Gallery, New York, 1997 [10]
- Stile in progress 30 anni de L’Uomo Vogue 1968-1998|, Stazione Leopolda, Firenze, 1998
- Lo sguardo italiano, Rotonda di via Besana, Milano, 2005 [11]
- I maestri della fotografia, Peggy Guggenheim Collection, Venezia, 2005[12]
- Fotografie, Palazzo Cremonini, Modena, 2013 [13]